# 5015 Litke
5015 Litke è un asteroide della fascia principale. Scoperto nel 1975, presenta un'orbita caratterizzata da un semiasse maggiore pari a 2,1746745 UA e da un'eccentricità di 0,1246193, inclinata di 3,35344° rispetto all'eclittica.
L'asteroide è dedicato al navigatore russo Fëdor Petrovič Litke.